# Cotoneaster assamensis
Cotoneaster assamensis är en rosväxtart som beskrevs av Gerhard Klotz. Cotoneaster assamensis ingår i släktet oxbär, och familjen rosväxter. Inga underarter finns listade i Catalogue of Life.